# Хабіб Беє
Хабі́б Беє (фр. Habib Beye; 19 жовтня 1977, Сюрен, Франція) — сенегальський футболіст, захисник. Зазвичай виступав на правому фланзі захисту, але іноді грав і в центрі оборони.
Насамперед відомий виступами за «Страсбур», «Марсель» та національної збірної Сенегалу.

## Досягнення

### Клубні
- Володар кубка Франції (1):

«Страсбур»: 2001
- Фіналіст кубка УЄФА (1):

«Марсель»: 2004
- Фіналіст кубка Франції (2):

«Марсель»: 2006, 2007
- Фіналіст Кубок Футбольної ліги (1):

«Астон Вілла»: 2010
- Срібний призер Кубка африканських націй: 2002

### Індивідуальні
- Гравець року в «Ньюкасл Юнайтед»: 2008